# Cale Makar
Cale Douglas Makar (* 30. Oktober 1998 in Calgary, Alberta) ist ein kanadischer Eishockeyspieler, der seit April 2019 bei der Colorado Avalanche in der National Hockey League (NHL) unter Vertrag steht und für diese auf der Position des Verteidigers spielt. In den Playoffs 2022 gewann er mit der Avalanche den Stanley Cup und wurde dabei als MVP der Playoffs mit der Conn Smythe Trophy ausgezeichnet. Im gleichen Jahre ehrte man ihn bereits mit der James Norris Memorial Trophy als bester Abwehrspieler der Liga, ebenso wie 2025 erneut. Am Ende der Saison 2019/20 erhielt er zudem die Calder Memorial Trophy als bester Rookie der NHL.

## Karriere

### Jugend
Cale Makar wurde in Calgary geboren und spielte dort unter anderem in einem Nachwuchsprogramm der Calgary Flames. Während der Saison 2014/15 wechselte er zu den Brooks Bandits in die Alberta Junior Hockey League (AJHL), die zweithöchste Juniorenliga seiner Heimatprovinz nach der Western Hockey League. In seiner ersten AJHL-Saison gewann er mit den Bandits die Meisterschaft und wurde darüber hinaus als Rookie des Jahres ausgezeichnet. Weitere persönliche Ehrungen folgten im nächsten Jahr, als er mit der Mannschaft den Titel verteidigte und als wertvollster Spieler von regulärer Saison und Playoffs sowie als bester Verteidiger der Liga geehrt wurde.
Nach diesen Leistungen wurde Makar als einer der besten verfügbaren Abwehrspieler im NHL Entry Draft 2017 gehandelt und infolgedessen an vierter Position von der Colorado Avalanche berücksichtigt. Damit wurde er zum am höchsten direkt aus der AJHL gewählten Spieler der Draft-Historie. Anschließend setzte der Kanadier seine Laufbahn im US-amerikanischen Collegebereich fort, so lief er mit Beginn der Saison 2017/18 für die Minutemen der University of Massachusetts Amherst in der Hockey East auf, einer Liga im Spielbetrieb der National Collegiate Athletic Association (NCAA). Nachdem er dort als Freshman im Hockey East All-Rookie Team berücksichtigt worden war, gelang ihm in der Spielzeit 2018/19 der Durchbruch bei den Minutemen, die er als Kapitän ins Finale der landesweiten NCAA-Meisterschaft führte, dort allerdings der University of Minnesota Duluth unterlag. Mit 49 Scorerpunkten aus 41 Partien platzierte er sich auf Rang drei der gesamten NCAA und wurde zugleich offensivstärkster Verteidiger. In der Folge zeichnete ihn bereits die Hockey East als Spieler des Jahres aus, bevor er wenig später auch den Hobey Baker Memorial Award erhielt, der den besten College-Spieler der USA ehrt. Dabei wurde er zum ersten Kanadier seit Ryan Duncan im Jahre 2007, der die Trophäe erhielt.

### NHL
Direkt nach dem Ende der College-Saison unterzeichnete Makar im April 2019 einen Einstiegsvertrag bei der Colorado Avalanche, bevor er nur einen Tag später im dritten Spiel der Playoff-Serie gegen die Calgary Flames sein Debüt in der National Hockey League (NHL) gab und dabei mit seinem ersten Schuss sein erstes Tor erzielte. Im weiteren Verlauf kam er auf insgesamt zehn Einsätze und scheiterte mit der Avalanche im Conference-Halbfinale an den San Jose Sharks. Mit Beginn der Saison 2019/20 etablierte er sich in Colorados Aufgebot und führte Ende November 2019 alle Rookies der Liga mit 26 Punkten aus 26 Spielen an, sodass er als NHL-Rookie des Monats geehrt wurde.
Letztlich entwickelte sich Makars erste NHL-Saison zum Zweikampf mit Quinn Hughes von den Vancouver Canucks, so platzierten sich am Ende der Spielzeit beide Akteure unter den punktbesten 20 Rookie-Verteidigern der NHL-Historie. Während Hughes (53 Punkte in 68 Spielen) die 50 Punkte aus 57 Partien von Makar knapp übertraf, erreichte Makar mit 0,88 Punkten pro Spiel einen deutlich höheren Punkteschnitt. Dieser wurde in der modernen Ära nur von den späteren Hall-of-Fame-Mitgliedern Brian Leetch (1,04), Larry Murphy (0,95) und Al MacInnis (0,88) übertroffen. Demzufolge wurden Makar und Hughes gemeinsam mit Dominik Kubalík für die Calder Memorial Trophy nominiert, die den Rookie des Jahres ehrt. In den anschließenden Playoffs 2020 stellte der Kanadier mit 15 Scorerpunkten gar einen NHL-Rekord für Rookie-Verteidiger auf, wurde jedoch auch in dieser Beziehung wenig später von Hughes (16) übertroffen. Letztlich zeichnete man ihn dennoch mit der Calder Memorial Trophy aus und berücksichtigte ihn zudem im NHL All-Rookie Team.
In der Folgesaison 2020/21 wiederum erreichte Makar mit 44 Punkten in 44 Partien erstmals einen Punkteschnitt von 1,0 pro Spiel, sodass er gemeinsam mit Victor Hedman und Adam Fox für die James Norris Memorial Trophy nominiert wurde, die den besten Abwehrspieler der Liga ehrt. Diese gewann letztlich Fox, mit dem er gemeinsam die Abwehrreihe im NHL First All-Star Team stellte. Anschließend erhielt er im Juli 2021 einen neuen Sechsjahresvertrag in Colorado, der ihm ein durchschnittliches Jahresgehalt von neun Millionen US-Dollar einbringen soll. Mit Beginn der Saison 2021/22 gehört er damit zu den fünf bestbezahlten Abwehrspielern der NHL. In dieser Spielzeit wiederum steigerte er seine persönliche Statistik nochmals deutlich auf 86 Punkte aus 77 Partien, sodass er nun die James Norris Memorial Trophy erhielt und erneut ins NHL First All-Star Team gewählt wurde. Makar wurde damit zum ersten Spieler der Avalanche, der die Norris Trophy gewinnen konnte. Zudem bedeuteten seine 86 Punkte einen neuen Franchise-Rekord für Verteidiger, den zuvor Steve Duchesne (82 Punkte; Saison 1992/93) innehatte.
In den anschließenden Playoffs 2022 errang der Kanadier mit der Avalanche durch ein 4:2 im Endspiel gegen die Tampa Bay Lightning den Stanley Cup. Er persönlich wurde dabei als MVP der post-season mit der Conn Smythe Trophy ausgezeichnet, wobei er mit 23 Jahren zum jüngsten Abwehrspieler seit Bobby Orr im Jahre 1970 wurde, der diese Trophäe erhielt. Mit 29 Punkten aus 20 Spielen wurde er drittbester Scorer der Playoffs sowie bester Punktesammler seiner Mannschaft.
In der Spielzeit 2023/24 verbesserte er seinen eigenen Franchise-Rekord für Abwehrspieler noch einmal auf 90 Punkte in 77 Partien. Gleiches gelang ihm mit 92 Punkten in der Saison 2024/25, an deren Ende er auch seine zweite James Norris Memorial Trophy erhielt.

### International
Sein erstes großes internationales Turnier bestritt Makar im Rahmen der U20-Weltmeisterschaft 2018, bei der er mit der kanadischen Auswahl prompt die Goldmedaille gewann. Zudem führte er alle Verteidiger mit acht Scorerpunkten an und wurde infolgedessen als einziger Kanadier ins All-Star-Team des Turniers gewählt.

## Erfolge und Auszeichnungen
| - 2016 Rogers-Wireless-Cup-Gewinn mit den Brooks Bandits - 2016 AJHL-Rookie des Jahres - 2017 Rogers-Wireless-Cup-Gewinn mit den Brooks Bandits - 2017 MVP der AJHL - 2017 Playoff-MVP der AJHL - 2017 Bester Verteidiger der AJHL - 2018 Hockey East All-Rookie Team - 2018 Hockey East Third All-Star Team - 2019 Spieler des Jahres der Hockey East - 2019 Hockey East First All-Star Team - 2019 Hobey Baker Memorial Award - 2019 NHL-Rookie des Monats November - 2020 Calder Memorial Trophy - 2020 NHL All-Rookie Team | - 2021 NHL First All-Star Team - 2022 Teilnahme am NHL All-Star Game - 2022 James Norris Memorial Trophy - 2022 NHL First All-Star Team - 2022 Stanley-Cup-Gewinn mit der Colorado Avalanche - 2022 Conn Smythe Trophy - 2023 Teilnahme am NHL All-Star Game - 2023 NHL Second All-Star Team - 2024 Teilnahme am NHL All-Star Game - 2024 NHL Second All-Star Team - 2024 NHL-Spieler des Monats Oktober - 2025 James Norris Memorial Trophy - 2025 NHL First All-Star Team |

### International
- 2018 Goldmedaille bei der U20-Weltmeisterschaft
- 2018 All-Star-Team der U20-Weltmeisterschaft
- 2025 Gewinn des 4 Nations Face-Off

## Karrierestatistik
Stand: Ende der Saison 2024/25

### International
Vertrat Kanada bei:
- U20-Weltmeisterschaft 2018
- 4 Nations Face-Off 2025

(Legende zur Spielerstatistik: Sp oder GP = absolvierte Spiele; T oder G = erzielte Tore; V oder A = erzielte Assists; Pkt oder Pts = erzielte Scorerpunkte; SM oder PIM = erhaltene Strafminuten; +/− = Plus/Minus-Bilanz; PP = erzielte Überzahltore; SH = erzielte Unterzahltore; GW = erzielte Siegtore; 1 Play-downs/Relegation; Kursiv: Statistik nicht vollständig)

## Familie
Der Cousin seines Vaters, Tom Lysiak, bestritt in den 1970er- und 1980er-Jahren fast 1000 Spiele für die Atlanta Flames und die Chicago Black Hawks in der NHL.